# 라보
라보(본명: 이현진, 1989년 12월 28일~)는 대한민국의 걸그룹 플레야의 멤버이며 가수이다. 현재 아울엔터테인먼트에 소속되어있다. 플레야는 3인조 걸그룹으로 라보, 아정, 다연으로 구성되어있다. 데뷔음반은 [Say In My Song]이다. 출신학교는 추계예술대학교 음악학과이다.

## 앨범
- 2012.11.23 [Say In My Song]
- 2012.12.14 [This Christmas]
- 2012.12.20 Baby Sister(베이비시스터) [Christmas Song]
- 2013.01.16 Baby Sister(베이비 시스터) - 나쁜건 넌데 아픈건 나야

## 출신 학교
- 추계예술대학교 음악학과